# Немірко Олександр Андрійович
Олександр Андрійович Немірко (біл. Аляксандр Андрэевіч Нямірка, нар. 8 лютого 2000, Мінськ, Білорусь) — білоруський футболіст, півзахисник клубу БАТЕ, який виступає в оренді в могильовському «Дніпрі».

## Клубна кар'єра
Футболом розпочав займатися в школі мінського МТЗ-РІПО, згодом опинився в структурі БАТЕ (Борисов), де з 2017 року грав за дублюючий склад. З 2018 року почав залучатись до тренувань першої команди, у футболці якої дебютував 11 липня 2018 року в матчі кубку Білорусі проти «Енергетика-БДУ», провів на полі всі 120 хвилин.
У березні 2019 року відправився в оренду до «Гомеля». У «Гомелі» також виступав за дублюючий склад. Дебютував у вищій лізі 24 травня 2019 року, вийшовши на поле в кінцівці матчу з могильовським «Дніпром» (1:1). У липні 2019 року повернувся з оренди в БАТЕ, до кінця року виступав за дублюючий склад.
У квітні 2020 року орендований могильовським «Дніпром».

## Кар'єра в збірній
У жовтні 2016 року та в березні 2017 року виступав за юнацьку збірну Білорусі U-17 у кваліфікаційному та фінальній частинах чемпіонату Європи.
У жовтні 2018 року грав за юніорську збірну Білорусі U-19 у відбірковому раунді чемпіонату Європи.

## Статистика виступів
| Сезон    | Дивізіон | Клуб     | Країна   | Матчі | Голи |
| -------- | -------- | -------- | -------- | ----- | ---- |
| 2017     | дубль    | БАТЕ     | Білорусь | 13    | 1    |
| 2018     | дубль    | БАТЕ     | Білорусь | 20    | 0    |
| 2019 (1) | Д1       | «Гомель» | Білорусь | 2     | 0    |
| 2019 (2) | дубль    | БАТЕ     | Білорусь | 13    | 0    |